# Zehneria racemosa
Zehneria racemosa är en gurkväxtart som beskrevs av Joseph Dalton Hooker. Zehneria racemosa ingår i släktet Zehneria och familjen gurkväxter. Inga underarter finns listade i Catalogue of Life.